# هنری ایان کوسیک
هنری ایان کوسیک (به انگلیسی: Henry Ian Cusick) (زاده ۱۷ آوریل ۱۹۶۷) یک بازیگر اسکاتلندی، پرویی تئاتر، سینما و تلویزیون است. بیشترین شهرت وی بخاطر بازی در نقش‌های دزموند هیوم در مجموعه لاست و مارکوس کین در سریال صد است.
او موفق به دریافت جایزه امی شده‌است

## جوانی
هنری ایان کوسیک چاوز در شهر تروجیلو پرو از مادری پرویی و پدری اسکاتلندی زاده شد. پس از دو سال زندگی در تروجیلو خانواده اش به اسپانیا، اسکاتلند و در نهایت برای ده سال به ترینیداد و توباگو مهاجرت کردند. او در این کشور به تحصیلاتش ادامه داد. در سن پانزده سالگی کوسیک دوباره به اسکاتلند بازگشت. کوسیک شش ماه در آکادمی سلطنتی موسیقی و تئاتر اسکاتلند حضور داشت. او پس از آن به سی اس وی گلاسکو و بعد، تئاتر همشهری پیوست. او به دو زبان انگلیسی و اسپانیایی مسلط است و با آموزه‌های کاتولیکی بزرگ شده‌است.
او اولین بار بازیگری نقش خود را در تئاتر همشهری در نمایش بازی خرس قطبی انجام داد. او در تولیدات مختلف برای گروه تئاتر همشهری در گلاسکو ظاهر شد.

## زندگی شغلی
کار خود را به عنوان یک بازیگر تئاتر کلاسیک آغاز کرد. او در اولین نقش خود: دوریان گری در تئاتر هملت خوب ظاهر شد. در جشنواره بین‌المللی ادینبورگ برای بازی در نمایشی در سال ۱۹۹۵ که از تولیدات تئاتر همشهری بود تقدیر ویژه ای از این بازیگر شد بعد از آن شروع به گرفتن نقش‌های تلویزیونی و سینمایی کرد. پس از آن نقش‌های تکراری در مجموعه ای به عنوان قربانی و گروه کتاب، را به عهده گرفت. او به عنوان بازیگر در فیلم عیسی مسیح در سال ۲۰۰۳ ظاهر شد. بزرگترین نقش او تا به امروز بازی در "سریال تلویزیونی لاست" در نقش "دزموند هیوم" است که از شبکه ABC پخش شد. در سال ۲۰۰۵ به عنوان یک ستاره مهمان در محدوده زمانی معین در فصل دوم حضور پیدا کرد ولی توجه همگان را جلب کرد و موفق به دریافت جازه امی شد و پس از آن به عنوان یکی از بازیگران اصلی "سرالج" تبدیل شد و نقشش تا فصل ششم ادامه پیدا کرد (پایان سریال) او همچنین به عنوان تئودر ۲ قسمت از فصل ۵ از "سریال ۲۴" حضور داشت و در سال ۲۰۰۷ فیلم هیتمن ظاهر شد در دو قسمت از قانون و نظم: واحد قربانیان ویژه، بازی کرد. هم چنین او در سریال صد نفر در نقش مارکوس حضور داشته‌است.

## زندگی شخصی
هنری ایان کوسیک و همسرش سبا، پدر و مادر سه پسر به نام‌های الیاس (زاده ۱۹۹۴)، لوکاس (زاده ۱۹۹۸)و عیسو (زاده ۲۰۰۰) هستند. این زوج در یک مراسم دینی پس از چهارده سال که با هم (بدون ازدواج) زندگی می‌کردند در تاریخ ۱۵ ژوئیه ۲۰۰۶ ازدواج کردند آن‌ها هم‌اکنون در هاوایی با یکدیگر زندگی می‌کنند

## فیلم‌شناسی
| سال  | فیلم                           | نقش            | یادداشت                 |
| ---- | ------------------------------ | -------------- | ----------------------- |
| ۲۰۰۲ | Possession                     | Toby Byng      | Uncredited              |
| ۲۰۰۳ | The Gospel of John             | عیسی           |                         |
| ۲۰۰۳ | Carla                          | Matt           | Television film         |
| ۲۰۰۴ | Perfect Romance                | Peter Campbell | Television film         |
| ۲۰۰۶ | نیمه روشن                      | Brian          |                         |
| ۲۰۰۶ | 9/Tenths                       | William        |                         |
| ۲۰۰۶ | After the Rain                 | Adrian         | Short film              |
| ۲۰۰۷ | Hitman                         | Udre Belicoff  |                         |
| ۲۰۰۹ | Dead Like Me: Life After Death | Cameron Kane   | Direct-to-video release |
| ۲۰۱۳ | پایان ناخوشایند                |                |                         |
| ۲۰۱۷ | خاطره                          |                |                         |

### تلویزیون
| سال        | مجموعه                                   | نقش                | یادداشت |
| ---------- | ---------------------------------------- | ------------------ | --- |
| ۱۹۹۳       | Taggart                                  | Ian Gowrie         | Episode "Fatal Inheritance" |
| ۱۹۹۷       | Richard II                               | Henry Green        | TV adaptation of ویلیام شکسپیر's play |
| ۲۰۰۱       | Murder Rooms: The White Knight Stratagem | Sgt. Michael Clark | |
| ۲۰۰۱ –۰۲   | Casualty                                 | Jason              | Recurring role |
| ۲۰۰۲       | The Dinosaur Hunters                     | گیدئون مانتل       | |
| ۲۰۰۲ –۰۳   | Two Thousand Acres of Sky                | Dr. Ewan Talbot    | Appeared in three episodes |
| ۲۰۰۳       | Happiness                                | Phillip            | Episode "A Nice Person" |
| ۲۰۰۳       | Adventure Inc.                           | Gavin Merrill      | Episode "Echoes of the Past" |
| ۲۰۰۳       | The Book Group                           | Miles Longmuir     | Appeared in every episode of the second series |
| ۲۰۰۴       | آدمکشان میدسامر                          | Gareth Heldman     | Episode "The Fisher King" |
| ۲۰۰۵       | Waking the Dead                          | Jeremy Allen       | Episode "Towers of Silence: Part 1" |
| ۲۰۰۵ –۲۰۱۰ | لاست                                     | دزموند هیوم        | First appeared as a guest star in season 2, became a main cast member from season 3 onwards. Nominated for Primetime Emmy Award for Outstanding Guest Actor - Drama Series; 44 episodes |
| ۲۰۱۴–۲۰۱۹  | صد نفر                                   | مارکوس کین         | |
| ۲۰۰۶       | ۲۴                                       | Theo Stoller       | Episodes "Day 5: 7:00 p.m. -8:00 p.m." and "Day 5: 8:00 p.m. -9:00 p.m." |
| ۲۰۰۹       | Nova                                     | چارلز داروین       | Episode: "Darwin's Darkest Hour" |
| ۲۰۱۰       | قانون و نظم: واحد قربانیان ویژه          | Erik Weber         | Episodes: "Locum" and "Bullseye" |
| ۲۰۱۳       | سی‌اس‌آی                                   |                    | |

|

### تئاتر
- Stolzius in The Soldiers - Royal Lyceum Theatre (preview, جشنواره بین‌المللی ادینبورگ), Glasgow Citizens Theatre
- Cassio in اتلو - Royal Shakespeare Company
- Demetrius in رؤیای شب نیمه تابستان - RSC
- Pompey in آنتونیوس و کلئوپاترا - RSC
- Henry Green in Richard II - تئاتر ملی سلطنتی
- Arthur in Machine Wreckers - RNT
- Dollabella in آنتونیوس و کلئوپاترا - RNT (with آلن ریکمن)
- Nick in The LA Plays - Almeida Theatre, لندن
- Le Vicomte De Valmont in Les Liaisons Dangereuses - Liverpool Playhouse
- McCann in The Birthday Party - Citizens Theatre
- Jeffrey in The Dying Gaul - Citizens
- Louis Ironson in Angels in America for 7:84 Theatre Company
- Title role in Molière's دن خوان for Theatre Babel